# Kunstenbond
De Kunstenbond is een Nederlandse vakbond die zich inzet voor de belangen van creatieve professionals in de culturele sector. De bond vertegenwoordigt een brede groep van zelfstandige en loondienstwerkers, waaronder beeldend kunstenaars, musici, theatermakers, technici, dansers en filmprofessionals. 

## Missie en doelen
De missie van de Kunstenbond is het verbeteren van de positie van creatieve makers door eerlijke lonen, betere arbeidsvoorwaarden en sociale zekerheid te bevorderen. Daarnaast verdedigt de bond de waarde van kunst en cultuur in de samenleving.
De Kunstenbond zet zich in voor:
- Eerlijke verloning: Strijd voor hogere tarieven en betere beloning voor creatieve professionals.
- Sociale zekerheid: Bevorderen van pensioenopbouw, verzekeringen en arbeidsongeschiktheidsregelingen voor zelfstandigen en werknemers.
- Rechten van kunstenaars: Bescherming van auteursrechten en verbetering van contracten.
- Behoud van kunst en cultuur: Pleiten voor meer investering in de culturele sector en erkenning van de maatschappelijke waarde van kunst[1]

## Activiteiten
De Kunstenbond biedt collectieve en individuele ondersteuning:
- Collectieve onderhandelingen: Over cao’s met culturele instellingen en opdrachtgevers.
- Juridische bijstand: Hulp bij geschillen over contracten en auteursrechten.
- Belangenbehartiging: Lobbyen bij de overheid en culturele organisaties voor betere arbeidsomstandigheden in de sector.
- Educatie en advies: Organiseren van workshops en het aanbieden van advies aan freelancers en zelfstandigen[2][3]

## Structuur en lidmaatschap
De Kunstenbond is een democratische organisatie met leden uit diverse creatieve disciplines. Leden kunnen zowel zelfstandigen als werknemers in loondienst zijn. Door het bundelen van krachten vormt de Kunstenbond een sterk platform voor collectieve actie en belangenbehartiging.

## Geschiedenis

### Eerste vakorganisaties in de kunstsector
De wortels van de Kunstenbond liggen in het ontstaan van de eerste vakverenigingen voor kunstenaars in Nederland aan het begin van de 20e eeuw. Deze organisaties werden opgericht om de rechten van creatieve professionals te beschermen in een tijd waarin zij vaak kwetsbaar en slecht betaald werk verrichtten.
Enkele vroege initiatieven waren:
- Nederlandse Toonkunstenaarsbond (Ntb), opgericht in 1919, voor musici en componisten (inmiddels gefuseerd met de Kunstenbond).

- Beroepsvereniging van Beeldende Kunstenaars (BBK), opgericht op 14 mei 1945, om beeldend kunstenaars te ondersteunen (nog steeds zelfstandig).[1][5]

In de loop van de 20e eeuw groeide de behoefte aan samenwerking tussen vakverenigingen, vooral naarmate de culturele sector verder commercialiseerde in de jaren ’80 en ’90. Dit zorgde voor meer onzekerheid en wisselvalligheid in de arbeidsomstandigheden, zowel voor zelfstandigen als voor werknemers in loondienst.

### Ontstaan van de Kunstenbond FNV
Tussen 1976 en 1982 fuseerden de Kunstenaarsorganisatie NVV (KONVV) en andere kleinere vakverenigingen, waaronder de Algemene Nederlandse Organisatie van Uitvoerende Kunstenaars (ANOUK) en de Nederlandse Vereniging van Toneelkunstenaars (NVT), tot een grotere organisatie binnen de FNV: de Kunstenbond FN'
In 1998 fuseerde de Kunstenbond met de grafische bond Druk en Papier, waarna deze organisatie verderging onder de naam FNV KIEM (Kunsten Informatie Entertainment en Media)

### Oprichting van de Kunstenbond
In 2016 splitste de Kunstenbond zich af van FNV KIEM tijdens een reorganisatie binnen de FNV. De Kunstenbond koos ervoor om zelfstandig verder te gaan en richtte zich volledig op het behartigen van de belangen van werkenden in de creatieve en culturele sector

### Fusie met de Nederlandse Toonkunstenaarsbond
In 2018 fuseerde de Kunstenbond met de Nederlandse Toonkunstenaarsbond (Ntb). De leden van de Ntb werden toegevoegd aan de vakgroep Muziek van de Kunstenbond, waarmee de bond haar representatie in de muzieksector verder versterkte.